# Pribina
Pribina (ca. 800-861) foi um príncipe eslavo cuja carreira aventureira, registrada na Conversão dos Bávaros e Carantanos (uma obra histórica escrita em 870), ilustra a volatilidade política das fronteiras franco-eslavas de seu tempo. Pribina foi o primeiro governante eslavo a construir uma igreja cristã em território eslavo em Nitra, e também o primeiro a aceitar o batismo.
Pribina foi atacado e removido de sua terra por Moimir I (r. década de 820/830–846), duque da Morávia. Ele primeiro fugiu a Ratbodo, uma dos senhores fronteiriços da Frância Oriental, e vagou na Europa Central e Sudeste por vários anos. Por fim, no final da década de 830, Luís, o Germânico (r. 817–876), rei da Frância Oriental, conferiu a Pribina territórios próximo ao lago Balatão (hoje na Hungria), onde estabeleceu seu próprio principado sob a suserania do rei. Ele morreu lutando contra os morávios.

## Vida

### Início da vida
Segundo uma notação marginal à Conversão que foi incorporada no texto principal, as terras alodiais de Pribina estavam situadas em Nitrava além do Danúbio, onde Adalram de Salzburgo (r. 821–836) consagrou uma igreja. Uma vez que Nitrava foi associada, embora não unanimemente, com a atual Nitra na Eslováquia, considera-se que ele governou uma grande fortaleza medieval precoce escavada na cidade. A consagração da igreja ocorreu em torno de 827, sendo a primeira igreja em toda a Europa Oriental cuja existência é documentada em escritos. Que a igreja foi consagrada por Pribina (que, mesmo assim, ainda permaneceu um catecúmeno), ou por sua esposa não pode ser decidido. Ele parece ter sido um membro da bávara família Wilhelminer.
Se Pribina manteve Nitrava como um tenente de Moimir I, o primeiro governante conhecida da Morávia, ou se foi – talvez o segundo o terceiro  –  príncipe de um principado eslávico independente é ainda debatido pelos historiadores modernos. A melhor fonte de sua vida, a Conversão dos Bávaros e Carantanos, nunca registra-o como duque (gentil). Porém, segundo a Conversão, foi "repelido para além do Danúbio por Moimir, duque dos morávios" pouco após a defesa das marcas orientais na Frância Oriental ocorreu sob Ratbodo em torno de 833.

### Perambulações

Principado de Nitra ca. 833

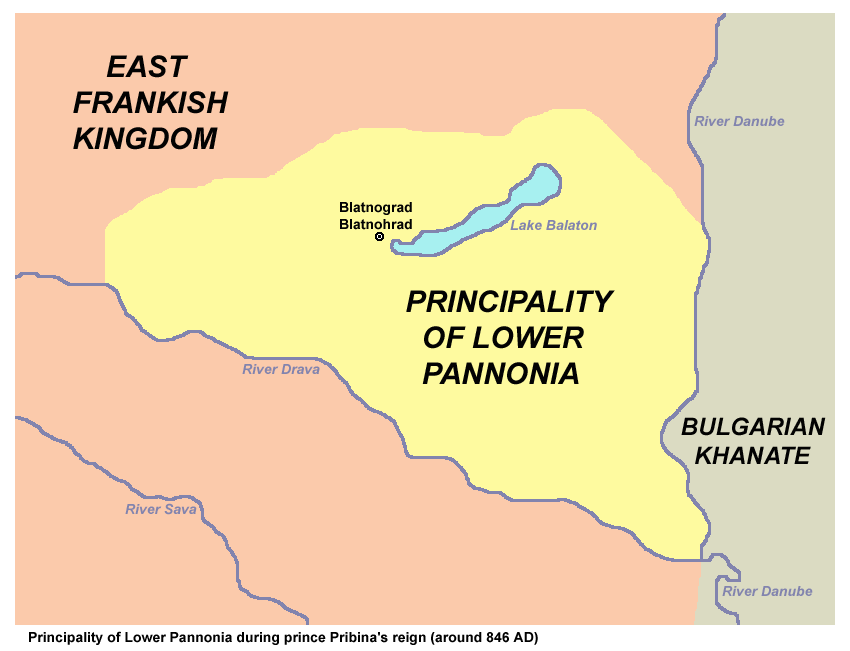
Principado de Balatão sob Pribina

Tendo sido expelido, Pribina fugiu para Ratbodo que apresentou-o a Luís, o Germânico. O rei ordenou que Pribina fosse batizado na igreja de Traismauer (Áustria) e então serviu como seus apoiantes no exército de Ratbodo. Em pouco tempo, no entanto, Ratbodo e Pribina caíram, e o último, temendo por sua vida, fugiu com seu filho Gazilo ao Império Búlgaro. Contudo, o cã Malamir (r. 831–836) fez a paz nessa época com a Frância Oriental, e assim Pribina foi incapaz de persuadi-lo a agir contra os francos.
Depois, Pribina partiu à Panônia Inferior, o país governado pelo príncipe eslavo Ratimir. Uma vez que a Panônia Inferior fez parte da prefeitura de Ratbodo, abrigar Pribina equivaleu a rebelião. Assim, em 838, Luís enviou Ratbodo como chefe de um grande exército bávaro para esmagar Ratimir, mas Pribina e seus apoiantes refugiaram-se com o conde de Carniola, Salacão. Em pouco tempo, o último negociou uma reconciliação entre Ratbodo e Pribina. Luís bolou um plano para resolver a instabilidade em curso na Panônia Inferior ao fazer Pribina o novo governante cliente daquela região. Em 10 de janeiro de 846, a pedido de seus apoiantes, o rei conferiu a Pribina territórios próximo ao lago Balatão no rio Zala, onde governaria como confiável duque de Luís.

### Duque na Panônia Inferior
Seu principal dever foi manter os grupos dos eslavos que estavam fugindo de várias direções, e mantê-los leais aos francos. Por esse propósito, em 846, começou a construir grande fortaleza como sede de poder na região de Balatão, em território da moderna Zalavar, cercado por florestas e pântanos junto do Zala. Seu castelo fortemente fortificado que ficou conhecido como Blatnorado (Blatnogrado)  ou Moosburgo ("fortaleza do pântano") serviu como baluarte contra os  búlgaros e moráveis. Sua autoridade estendeu-se do rio Raba ao norte, Cinco Eclésias (atual Pécs) a sudeste e Petóvio a oeste.
Pribina conduziu a cristianização da população local e construiu igrejas. A seu pedido, o arcebispo salzburguense consagrou igrejas na Panônia Inferior, entre elas uma na moderna Pécs. Pribina também fez uma doação de 300 propriedades e vinhedos na curva do rio Zala ao Mosteiro de Niederalteich, que foi confirmada em 860 por Luís, o Germânico. Primina parece ter desempenhado um papel proeminente nas campanhas de Luís contra Moimir da Morávia. Por exemplo, em 846 o rei fez uma doação generosa de 100 propriedades nas marcas bávaras a ele, possivelmente de modo a ajudá-lo a suprir as tropas de Pribina na campanha Além disso, em 847, Luís converteu todos os benefícios de Pribina próximo ao lago Balatão, salvo aqueles mantidos pelo arcebispo de Salzburgo, em propriedade pessoal de modo a recompensá-lo por seu serviço local, talvez nas campanhas contra boêmios e morávios.
Há alguma incerteza sobre a morte de Pribina. Ele pode ter sido morto numa batalha com os morávios que apoiara o filho de Luís, Carlomano, numa revolta contra o rei, ou pode ter sido capturado e entregue aos morávios por Carlomano. Seu filho, Gozilo, foi instalado como governante de Balatão em 864 por Luís.